# می بوش
آنی مِـی بوش (به انگلیسی: Annie Mae Busch)، (زاده ۱۸ ژوئن ۱۸۹۱ - درگذشته ۱۹ آوریل ۱۹۴۶) بازیگر استرالیایی بود.
او در ملبورن استرالیا تولد یافت و به آمریکا مهاجرت کرد. وی در آمریکا با هال روچ و لورل و هاردی همکاری داشت و در فیلم‌هایی نظیر ترمیم‌کنندگان زناشویی، پیامدهای کارهای گذشته، پسران صحرا، دختر کولی، عاشقی کن و اشک بریز، اولین اشتباه آن‌ها و همه‌چیز را اعتراف کن نیز در کنار ایشان نقش‌آفرینی کرد.

## درگذشت
بوش در 20 آوریل 1946، در سن 54 سالگی، در یک آسایشگاه دره سان فرناندو، جایی که به مدت پنج ماه به دلیل سرطان روده بزرگ بیمار بود، درگذشت.

## فیلم‌شناسی
- دکتر ایکس
- دختر شانگهای